# Epsa Music
Epsa Music (também conhecida como EPSA), é uma gravadora independente, originada em 1996 e especializada na produção, promoção e comercialização de música argentina e de artistas de tango, música andina, chamamé e folclore em geral. Fundada pelas irmãs Casella, hoje é presidida por Laura Tesoriero, CEO da marca e filha de Laura Casella.
Epsa foi fundada em 1968 como Electrical Products SA e começou fabricando cassetes. Em 1992 lançou seu selo Epsa Music,  de tango e folclore argentino, e cresceu e se tornou uma das gravadoras mais importantes da América do Sul, reunindo um mix diversificado de produção e distribuição, A&R e ativos de música digital.

## História

### Inícios
Epsa Music nasceu como uma extensão da EPSA, empresa precursora nos formatos fonográficos e digitais liderada por Laura Casella, sua filha Laura Tesoriero e suas irmãs Alba e Elba Casella. Epsa começou a fabricar cartuchos e fitas em 1968 e acompanhou a evolução natural da indústria para se tornar uma produtora e distribuidora líder de discos compactos (CDs) na América do Sul. 
Sendo a primeira empresa da Argentina a fabricar revistas, depois cassetes, foi também a primeira empresa a ter uma máquina para fazer compactos. Requiem de Mozart, regido pelo Padre Segade, é gravado como o primeiro álbum lançado pela Epsa. Entre os primeiros artistas que produziram e distribuíram suas músicas nestes primórdios estão Aníbal Arias, Juanjo Domínguez, Juan Falú, Rudy e Niní Flores (como parte dos álbuns Guitarras en el mundo),  Hilda Herrera ou Adolfo Abalos.
Em 1992, sua gravadora Epsa Music foi lançada e se tornou a gravadora dominante de tango e música folk argentina, com um catálogo amplo, variado e crescente.

### Aliança com The Orchard
Em 2004, fecharam acordo com o selo The Orchard para distribuir grande parte de seu repertório de composições argentinas independentes.  Epsa distribui seu catálogo controlado de música sul-americana através do The Orchard desde agosto de 2003, e inclui artistas de renome internacional como o Sexteto Mayor (vencedores do Grammy de 2003), El Arranque (grupo internacional de tango que colaborou com Wynton Marsalis) e Astor Piazzolla (artista internacional multi-platina), todos argentinos. 
Nesse mesmo ano, organizaram um evento chamado El concurso de La Falda,  onde seria o vencedor Esteban Riera, que produziu seu álbum de estreia. 